# Suki
Suki er en fiktiv person fra Avatar, The Last Airbender.
Suki bor på øen Kyoshi island og er lederen af Kyoshi-krigerne. Suki bærer samme outfit som Avatar Kyoshi, der var en jordbetvinger. Suki kan ses første gang i første sæson, Vand episode 4, Kyoshi Island hvor hun ender med at falde for Sokka. 
Suki ses flere gange i løbet af anden sæson, Jord, men forsvinder derefter. Det bliver antydet i tredje sæson, Ild, at Azula har taget hende til fange. Efter at hun i anden sæson kæmpede mod hende i episoden Appa's lost days.
1. ↑  Navnet er anført på engelsk og stammer fra Wikidata hvor navnet endnu ikke findes på dansk.
2. ↑  Navnet er anført på fransk og stammer fra Wikidata hvor navnet endnu ikke findes på dansk.